# Genealogie (beperkte betekenis)
Een genealogie is een opstelling van alle personen uit dezelfde familie, uitgaand van de oudst bekende voorvader in mannelijke lijn (generatie I), die stamvader wordt genoemd. Deze personen kunnen verschillende geslachtsnamen (met varianten) dragen. 

## Opzet
In de genealogie worden de generaties genummerd met Romeinse cijfers. De takken van een familie worden genummerd A, B, C enz., de twijgen AA, AB, AC enz. (uit tak A), BA, BB (uit tak B), CA, CB (uit tak C), enz. Een genealogie wordt meestal in een tekst weergegeven. Hieronder staat een grafisch overzicht. 
Per gezin wordt de naam van de man weergegeven, evenals zijn geboortedatum en plaats, datum en plaats van het huwelijk en de naam van de echtgenote en haar geboortegegevens. Deze gegevens worden als een doorlopende zin weergegeven. Bijvoorbeeld: A, geboren 1 januari 1900 te B, trouwt 1 januari 1920 te C met D, geboren 1 januari 1901 te E als zoon/dochter van F en G. Daaronder volgt een lijst met kinderen en hun geboortegegevens. Naast de genoemde basisgegevens kunnen extra gegevens worden vermeld, zoals beroep, bezittingen, evt. wetsovertredingen en diverse anekdotes. 

### Onwettige kinderen en samengestelde geslachtsnamen
De opvatting, dat met een onwettig kind (een kind, dat niet geboren is uit een wettig huwelijk) een nieuwe familie begint, mag vanwege de niet-mondiale toepasbaarheid ervan als achterhaald worden beschouwd. Personen met samengestelde geslachtsnamen worden gerangschikt onder de genealogie van de hoofdnaam van de samengestelde naam, dit is de oorspronkelijke naam zonder de toevoegingen.

## DNA in de genealogie
Aan een genealogie kan men ook gegevens, zoals een Haplogroep, van het Y-chromosoom koppelen, dat van vader op zoon wordt doorgegeven. De Leuvense geneticus Prof. Maarten Larmuseau vergeleek het Y-chromosoom tussen mannen met eenzelfde voorvader om de historische koekoeksgraad of de graad aan koekoekskinderen, kinderen van wie de biologische vader niet de juridische vader blijkt te zijn, te berekenen.

## Dezelfde achternamen
De personen in een genealogie hebben meestal dezelfde achternaam. Dit in tegenstelling tot een parenteel, waarin meerdere familienamen voorkomen. Toch kunnen in een genealogie de geslachtsnamen verschillend zijn door diverse oorzaken:
- personen uit dezelfde familie kunnen verschillende geslachtsnamen hebben aangenomen.
- door verschrijvingen en verkeerde interpretaties van een ambtenaar van de Burgerlijke Stand zijn geslachtsnamen vaak veranderd, bijvoorbeeld Verbruggen naast Vanbrugge of Van Brugge.
- geslachtsnamen kunnen worden gewijzigd door een koninklijk besluit of een rechterlijke uitspraak.
- In het Noorden en Oosten van Nederland stabiliseerden de familienamen zich pas bij de instelling van de Burgerlijke Stand (1811 in Nederland). Daarvoor werd nog vaak gebruikgemaakt van patroniemen, bijvoorbeeld Jansen (zoon/dochter van Jan) of toponiemen, bijvoorbeeld een boerderijnaam. Het aannemen van een vaste geslachtsnaam werd toen verplicht gesteld. Bij de invoering van de Burgerlijke Stand in de Zuidelijke Nederlanden (Vlaanderen en Brabant) waren de familienamen al eeuwenlang gestabiliseerd.